# Taeniotes scalatus
Taeniotes scalatus là một loài bọ cánh cứng trong họ Cerambycidae.